# Carles Pérez
Carles Pérez Sayol (Granollers, 1998. február 16. –) spanyol labdarúgó; csatár.  Jelenleg a  görög PAE ASZ Árisz Theszaloníkisz játékosa.

## Pályafutása

### Korai évek
Granollersben, Barcelona tartományban, Katalóniában született. 2012-ben az RCD Espanyol akadémiájáról került a Barcelona utánpótlás akadémiájára, a La Masiába. Megjárta a klub U17-es, U18-as és az U19-es utánpótlás csapatát.

### Barcelona
2015. október 3-án Maxi Rólon cseréjeként a 61. percben debütált a B csapatban, a Levante B elleni 0–0-s harmadosztályú mérkőzésén.
A 2017–18-as szezonban hivatalosan is bekerült a második csapat keretében. Akkor már a másodosztályban szerepelt a csapat. 2018. január 21-én megszerezte az első gólját és az első mesterhármasát a CD Tenerife ellen 3–1-re megnyert mérkőzésen.
2019. május 19-én az SD Eibar elleni döntetlenre végződő összecsapáson bemutatkozhatott a Barcelona első csapatában is. A 73. percben Malcomot váltotta. A következő szezonban 2019. augusztus 25-én az első gólját is megszerezte a Real Betis elleni hazai 5–2-re megnyert mérkőzésen.
December 11-én debütált a Bajnokok Ligájában. Ernesto Valverde a klub vezetőedzője bizalmat adott neki a kezdőcsapatban az Internazionale elleni utolsó csoportköri 2–1-es mérkőzésre, nem is akármilyen debütálás volt a 23. percben megszerezte az első gólját is.

### AS Roma
2020. január 30-án az FC Barcelona kölcsönadta az olasz AS Roma alakulatának, majd a rómaiak 11 millió euróért a nyári átigazolási szezonban végleg megvásárolták.
Február 1-jén debütált új klubjában a Serie A-ban, a Sassuolo elleni, 4–2-re elvesztett mérkőzésen. Csereként Cengiz Ündert váltotta a 65. percben.
Február 20-án pedig az Európa-ligában mutatkozott be kezdőként, amely mérkőzésen a 13. percben megszerezte a csapatban és a kupasorozatban is az első gólját a belga KAA Gent elleni 1–0-s hazai összecsapáson.

#### Celta Vigo (kölcsönben)
2022. augusztus 9-én a 2022/23-as idényre kölcsönbe érkezett a gliciai együtteshez, opciós joggal 2023 nyaráig.
Négy nap múlva az Espanyol elleni 2–2-re végződő bajnoki 70. percében debütált a csapatba, Gonçalo Paciência-t váltva.

## Válogatott karrier
Tagja volt a 2015-ös U17-es labdarúgó-Európa-bajnokságon résztvevő spanyol U17-es válogatottnak, amely a rájátszásban elvesztette a jogot a 2015-ös U17-es labdarúgó-világbajnokságra való indulásra.

## Statisztika
2023. április 7-i állapot szerint.
| Klub                 | Szszon           | Bajnokság          | Bajnokság | Bajnokság | Kupa  | Kupa  | Európa | Európa | Egyéb | Egyéb | Összes | Összes |
| Klub                 | Szszon           | Liga               | Mérk.     | Gólok     | Mérk. | Gólok | Mérk.  | Gólok  | Mérk. | Gólok | Mérk.  | Gólok  |
| -------------------- | ---------------- | ------------------ | --------- | --------- | ----- | ----- | ------ | ------ | ----- | ----- | ------ | ------ |
| Barcelona B          | 2015–16          | Segunda División B | 1         | 0         | —     | —     | —      | —      | —     | —     | 1      | 0      |
| Barcelona B          | 2017–18          | Segunda División   | 27        | 3         | —     | —     | —      | —      | —     | —     | 27     | 3      |
| Barcelona B          | 2018–19          | Segunda División B | 26        | 9         | —     | —     | —      | —      | —     | —     | 26     | 9      |
| Barcelona B          | 2019–20          | Segunda División B | 1         | 1         | —     | —     | —      | —      | —     | —     | 1      | 1      |
| Barcelona B          | Összesen         | Összesen           | 55        | 13        | —     | —     | —      | —      | —     | —     | 55     | 13     |
| Barcelona            | 2018–19          | La Liga            | 1         | 0         | 0     | 0     | 0      | 0      | 0     | 0     | 1      | 0      |
| Barcelona            | 2019–20          | La Liga            | 10        | 1         | 1     | 0     | 1      | 1      | 0     | 0     | 12     | 2      |
| Barcelona            | Összesen         | Összesen           | 11        | 1         | 1     | 0     | 1      | 1      | 0     | 0     | 13     | 2      |
| AS Roma (kölcsön)    | 2019–20          | Serie A            | 14        | 1         | 0     | 0     | 3      | 1      | —     | —     | 17     | 2      |
| AS Roma              | 2020–21          | Serie A            | 21        | 2         | 1     | 0     | 9      | 1      | —     | —     | 31     | 3      |
| AS Roma              | 2021–22          | Serie A            | 19        | 1         | 1     | 0     | 8      | 2      | —     | —     | 28     | 3      |
| AS Roma              | Összesen         | Összesen           | 54        | 4         | 2     | 0     | 20     | 4      | —     | —     | 76     | 8      |
| Celta Vigo (kölcsön) | 2022/23          | La Liga            | 26        | 2         | 3     | 2     | —      | —      | —     | —     | 29     | 4      |
| Celta Vigo (kölcsön) | Összesen         | Összesen           | 26        | 2         | 3     | 2     | —      | —      | —     | —     | 29     | 4      |
| Karrier összesen     | Karrier összesen | Karrier összesen   | 146       | 20        | 6     | 2     | 21     | 5      | 0     | 0     | 173    | 27     |

1. ↑  Mérkőzése(i) a Bajnokok Ligájában
2. 1 2  Mérkőzése(i) az Európa Ligában
3. ↑  Mérkőzése(i) az UEFA Konferencia Ligában: (két selejtező, és hat csoportkör; két gól)

## Sikerei, díjai

### Klubcsapatokban
- Barcelona
  - UEFA Ifjúsági Liga: 2017–18
  - Spanyol bajnok: 2018–19

- AS Roma
  - UEFA Konferencia Liga: 2021/22